# Нидерланды на летних Олимпийских играх 1920
Нидерланды принимали участие в Летних Олимпийских играх 1920 года в Антверпене (Бельгия) в четвёртый раз за свою историю, и завоевали две серебряные, пять бронзовых и четыре золотые медали. 
| Нидерланды на олимпиаде 1920 года в Антверпене | Нидерланды на олимпиаде 1920 года в Антверпене                                                                                       | Нидерланды на олимпиаде 1920 года в Антверпене | Нидерланды на олимпиаде 1920 года в Антверпене | Нидерланды на олимпиаде 1920 года в Антверпене |
| Медали                                         | Спортсмены | Вид спорта                                     | Дисциплина                                     | Результат                                      |
| ---------------------------------------------- | --- | ---------------------------------------------- | ---------------------------------------------- | ---------------------------------------------- |
| Золото                                         | Мауритиус Петерс | Велоспорт                                      | Спринт                                         | 1.38,3 мин                                     |
| Золото                                         | Пит де Браувер Дрикске ван Бюссел Йо ван Гастел Тист ван Гестел Янус ван Мерринбур Йоэп Пакбирс Янус Теувес Тео Виллемс              | Стрельба из лука                               | Движущаяся птица с 28 м, командное первенство  | 3087                                           |
| Золото                                         | Корнелис Хин Йоханнес Хин Франсискюс Хин                                                                                             | Парусный спорт                                 | Монотип 12 футов                               |                                                |
| Золото                                         | Йохан Карп Петрюс Вернинк Бернард Карп                                                                                               | Парусный спорт                                 | 6,5-метровый R-класс                           |                                                |
| Серебро                                        | Вильгельмус Беккерс Йоханнес Хенгевельд Сийтсе Янсма Хенк Янсен Антониус ван Лоон Виллем ван Лоон Маринус ван Рекум Виллем ван Рекум | Перетягивание каната                           |                                                |                                                |
| Серебро                                        | Арнауд ван Бисен Петрюс Бёкерс | Парусный спорт                                 | Монотип 12 футов                               |                                                |
| Бронза                                         | Петрюс Икелар | Велоспорт                                      | Мужчины, 50 км                                 |                                                |
| Бронза                                         | Франсискюс де Вренг Петрюс Икелар | Велоспорт                                      | Мужчины, тандем                                |                                                |
| Бронза                                         | Адрианус де Йонг | Фехтование                                     | Мужчины, сабля, личное первенство              |                                                |
| Бронза                                         | Ян ван дер Вил Адрианус де Йонг Йетзе Дорман Виллем ван Блейенбюрг Луи Делауной Саломон Зелденрюст Хенри Вейнолди-Даниэлс            | Фехтование                                     | Мужчины, сабля, командное первенство           |                                                |
| Бронза                                         | Команда | Футбол                                         | мужчины                                        |                                                |

## Результаты соревнований

### Академическая гребля
Соревнования по академической гребле проходили с 27 по 29 августа на канале Виллебрук. Соревнования проходили по олимпийской системе. Из каждого заезда в следующий раунд выходил только победитель. В зависимости от дисциплины в финале участвовали либо 2, либо 3 сильнейших экипажа по итогам предварительных раундов.
Мужчины
| Соревнование | Спортсмены  | Первый раунд | Первый раунд | Первый раунд | Полуфинал | Полуфинал | Полуфинал | Финал                | Финал                | Итоговое место |
| Соревнование | Спортсмены  | Заезд        | Время        | Место        | Заезд     | Время     | Место     | Время                | Место                | Итоговое место |
| ------------ | ----------- | ------------ | ------------ | ------------ | --------- | --------- | --------- | -------------------- | -------------------- | -------------- |
| одиночки     | Фритс Эйкен | 2            | 7:50,0       | 1 Q          | 1         | 7:50,4    | 2         | завершил выступление | завершил выступление | 4              |